# みょうが饅頭
みょうが饅頭（みょうがまんじゅう）とは、熊本県の宇城、八代地方で初夏に一般家庭で造られる郷土菓子の一つ。団子を茗荷の葉で包む、もしくは団子を茗荷の葉で包んで蒸したものである。食べる時に包んである茗荷の葉をむくことから「皮はぎまんじゅう」ともよばれ、田植えの時期に食べられていたので「田植えまんじゅう」とも呼ばれていた。愛知県の尾張地域・東三河地域にも「みょうがまんじゅう」という類似の食品がある。 

## 地域・時期
おやつや農作業の合間に食べられ、熊本県南部などでは一般的なお菓子である。地元では一般家庭に於いて伝統的に作られている。現在はスーパーマーケットや農業協同組合の店舗でも市販されている。市販のものも、茗荷の葉が手に入り安い5月から9月頃の季節限定である。熊本県の南部、宇城市小川町を中心として宇城地方から八代地方などで造られる。小川町は砂川の扇状地に位置し、豊富な水と八代平野の米を原料とした寒晒しの生産が盛んで、西日本一帯に出荷してきた。

## 作り方
- 激うま プロが教える おいしい饅頭の作り方　伝統の味　ミョウガ饅頭